# Zapalenie nerek

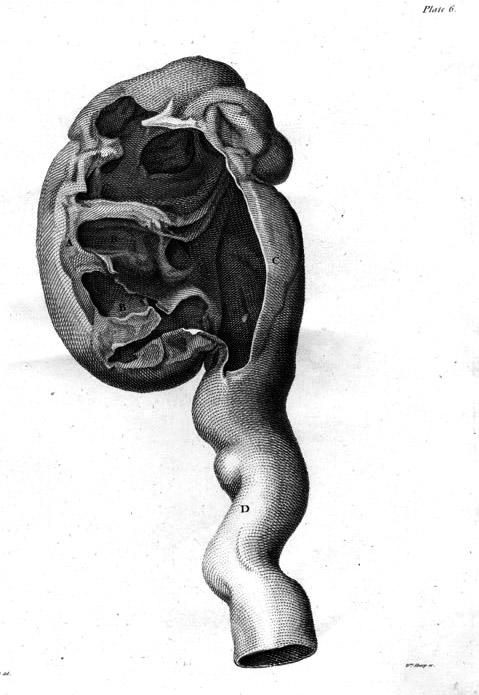
Powiększona nerka (anatomia)

Zapalenie nerek (łac. nephritis) – ostry lub przewlekły proces chorobowy, w którym proces zapalny obejmuje jedną lub dwie nerki; może być zlokalizowany w kłębuszkach nerkowych, kanalikach, tkance śródmiąższowej lub miedniczkach. 
Przyczyny są zróżnicowane i mogą nimi być:
- Infekcje (lub toksyny wytwarzane przez drobnoustroje) np. w wypadku odmiedniczkowego zapalenia nerek[1][2].
- Nieprawidłowa odpowiedź układu odpornościowego np. w postreptokokowym kłębuszkowym zapaleniu nerek[1][2] lub w przebiegu tocznia rumieniowatego układowego[1].
- Transfuzja niekompatybilnej krwi – doprowadza do uszkodzenia kanalików nerkowych i niewydolności nerek[1].
- Zatrucia np. pestycydami, rtęcią, arsenem, ołowiem, alkoholem, lekami – wynikiem czego może być śródmiąższowe zapalenie nerek[1].
- Zaburzenia metaboliczne np. dna moczanowa[2].
- Dziedziczenie np. w zespole Alporta[1][3].